# The Best of Fourplay
The Best of Fourplay è un album discografico del gruppo musicale statunitense Fourplay, pubblicato nel 1997 dalla Warner Bros. / Wea.

## Il disco
Questo Best of è una raccolta dai primi 3 album dei Fourplay:
- Fourplay (1991)
- Between the sheets (1993)
- Elixir (1995)

## Tracce
1. Max-O-Man
2. 101 Eastbound
3. Higher Ground
4. Play and Pleasure
5. Chant
6. After the Dance
7. Bali Run
8. Play Lady Play
9. Between the Sheets
10. Amoroso
11. Any Time of Day
12. Why Can't It Wait Till Morning

## Formazione
- Nathan East, voce e basso
- Lee Ritenour, chitarra
- Bob James, tastiere e sintetizzatore
- Harvey Mason, batteria e percussioni